# Mont Okukane
Le mont Okukane (奥鐘山, Okukane-yama) est une montagne située dans les villes de Tateyama et Kurobe de la préfecture de Toyama au Japon. Culminant à 1 543 m d'altitude, le mont Okukane se dresse entre la gorge de Kurobe et la vallée de Haba pour former à 600 m[précision nécessaire], l'une des plus importantes falaises du Japon. La montagne, composée essentiellement de granite, fait partie des monts Hida, également connus sous le nom d'« Alpes du Nord du Japon ». Avec les gorges de Kurobe et Sarutobi, le mont Okujkane est désigné monument naturel spécial et lieu spécial de beauté pittoresque en 1964,,.

## Étymologie
En japonais, le nom du mont Okukane est formé avec deux kanjis : le premier, 奥, signifie « derrière » ou « arrière » et le second, 鐘, veut dire « cloche » ou « carillon ». Le nom de la montagne est une abréviation pour 奥鐘釣 (Okukanetsuri), référence au mont Okukane comme étant la plus en arrière des nombreuses montagnes appelées Kanetsuri. La montagne apparaît sur les cartes à partir de l'époque d'Edo (1603-1868), la première en 1648.

## Tourisme
La paroi du mont Okukane est devenue une destination populaire pour les amateurs d'escalade. La montagne et la proche gorge de Kurobe sont connues pour leurs couleurs automnales qui ont une longue saison de la mi-octobre à la mi-novembre. Le pont Okukane de 34 m de long, passerelle rouge vif qui enjambe de haut le fleuve Kurobe, relie la gare de Keyakidaira à de nombreux sentiers de randonnée et deux ryokan (auberges) avec l'onsen (sources d'eau chaude).